# Association française pour l'information scientifique
De Association française pour l'information scientifique of AFIS (Nederlands: Franse Vereniging voor Wetenschappelijke Informatie) is een vereniging volgens de Franse wet van 1901, opgericht onder leiding van Michel Rouzé in november 1968. Ze is als sceptische organisatie sinds 2001 lid van de European Council of Skeptical Organisations en publiceert het tijdschrift Science et pseudo-sciences ("Wetenschap en pseudowetenschappen").

## Doelstellingen
Beginselverklaring: "De AFIS stelt zich tot doel het bevorderen van de wetenschap tegen degenen die haar culturele waarde miskennen, haar misbruiken voor misdadige doeleinden of als dekmantel voor kwakzalverij." Volgens de AFIS kan de wetenschap op zich de problemen van de mensheid niet oplossen, maar we kunnen ze ook niet oplossen zonder gebruik te maken van de wetenschappelijke methode. Burgers moeten worden geïnformeerd over de wetenschappelijke en technische vooruitgang en de problemen die ze helpt oplossen, in een voor iedereen toegankelijke vorm, ongeacht de druk van particuliere belangen. Ze moeten worden gewaarschuwd tegen valse wetenschappen en tegen wie ze in de media propageren uit persoonlijk of geldelijk belang. Via haar magazine Science et pseudo-sciences, verklaart de vereniging dat ze het volgende wil:
- een aantal feiten in de actualiteit van wetenschap en technologie houden vooral vanuit menselijk oogpunt;
- vanuit het actuele nieuws wetenschappelijke informatie over alle takken van het onderzoek verspreiden in voor iedereen toegankelijke taal;
- verkopers van valse of pseudowetenschap (astrologie, vliegende schotels, sektes, het "paranormale", nepgeneesmiddelen) en kwaadwillige charlatans en leveranciers van irrationaliteit onvoorwaardelijk aanklagen;
- het wetenschappelijke denken tegen de dreiging van een nieuw obscurantisme verdedigen.

Onafhankelijk van alle drukkingsgroepen weigert ze enige concessie aan sensatiezucht, desinformatie en inschikkelijkheid jegens het irrationele.

## Publicatie
De AFIS publiceert een driemaandelijks tijdschrift Science et pseudo-sciences ("Wetenschap en pseudowetenschappen"). Volgens de vereniging had het tijdschrift in 2010 1400–1500 abonnees en 1400–2800 lezers per nummer. In 2010 gaf de verkoop van het tijdschrift een omzet van €82.232 voor de productiekosten en €60.125 voor portokosten.

### Voorzitters

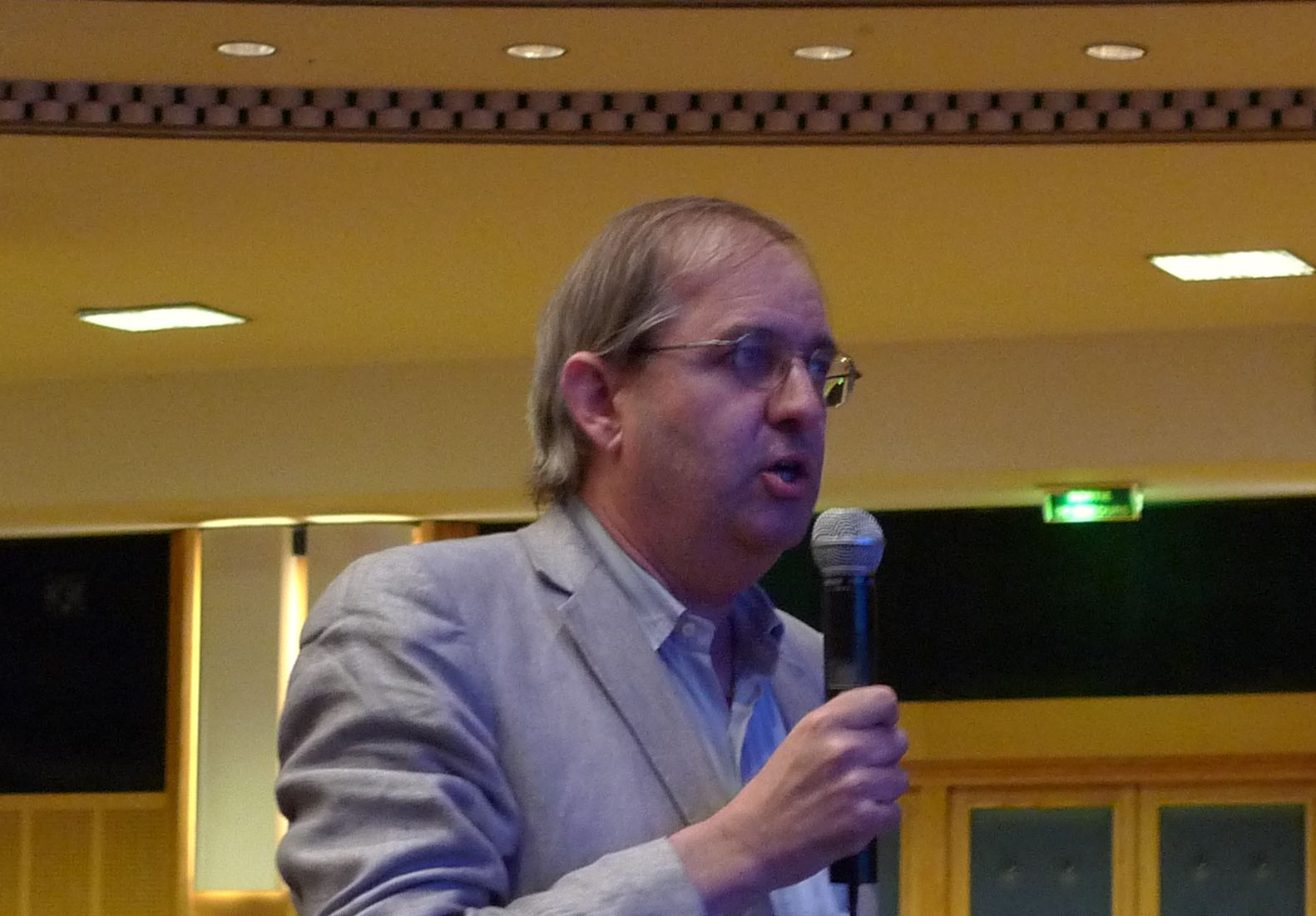
Jean Bricmont, voorzitter van AFIS van 2001 tot 2006.